# Unité urbaine de Lannion
L'unité urbaine de Lannion est une unité urbaine française centrée sur Lannion, une des sous-préfectures des Côtes-d'Armor, au cœur de la deuxième agglomération urbaine du département.

## Données générales
En 2010, selon l'INSEE, l'unité urbaine de Lannion est composée de douze communes, toutes situées dans le département des Côtes-d'Armor, plus précisément dans l'arrondissement de Lannion.
Dans le zonage de 2020, elle est composée de onze communes, la commune de Penvénan n'étant plus comprise dans l"unité urbaine.
En 2022, avec 47 746 habitants, elle représente la 2e unité urbaine du département des Côtes-d'Armor, après l'unité urbaine de Saint-Brieuc (1er rang départemental et préfecture du département) et devant les unités urbaines de Dinan (3e rang départemental) et de Guingamp (4e rang départemental), ces deux dernières ayant également plus de 20 000 habitants.
Dans la région Bretagne où elle se situe, elle occupe en 2019 le 7e rang régional après l'unité urbaine de Vannes (6e rang régional) et avant l'unité urbaine de Saint-Malo qui se positionne au 8e rang régional.
En 2019, sa densité de population s'élève à 270 hab/km2, ce qui en fait une unité urbaine assez peu densément peuplée dans la région de Bretagne.
Depuis 2014, l'ensemble de l'unité urbaine fait partie de l'intercommunalité Lannion-Trégor Communauté organisée autour de Lannion et qui regroupe 57 communes.

## Délimitation de l'unité urbaine en 2020
Elle est composée des onze communes suivantes :
| Nom                    | Code Insee | Département   | Statut       | Superficie (km2) | Population (dernière pop. légale) | Densité (hab./km2) | Modifier                                    |
| ---------------------- | ---------- | ------------- | ------------ | ---------------- | --------------------------------- | ------------------ | ------------------------------------------- |
| Lannion (ville-centre) | 22113      | Côtes-d'Armor | ville-centre | 43,91            | 20 525 (2022)                     | 467                | modifier les données · modifier les données |
| Kermaria-Sulard        | 22090      | Côtes-d'Armor | banlieue     | 9,02             | 1 106 (2022)                      | 123                | modifier les données · modifier les données |
| Louannec               | 22134      | Côtes-d'Armor | banlieue     | 13,91            | 3 053 (2022)                      | 219                | modifier les données · modifier les données |
| Perros-Guirec          | 22168      | Côtes-d'Armor | banlieue     | 14,16            | 7 260 (2022)                      | 513                | modifier les données · modifier les données |
| Pleumeur-Bodou         | 22198      | Côtes-d'Armor | banlieue     | 26,71            | 3 828 (2022)                      | 143                | modifier les données · modifier les données |
| Ploubezre              | 22211      | Côtes-d'Armor | banlieue     | 31,14            | 3 741 (2022)                      | 120                | modifier les données · modifier les données |
| Ploulec'h              | 22224      | Côtes-d'Armor | banlieue     | 10,15            | 1 591 (2022)                      | 157                | modifier les données · modifier les données |
| Saint-Quay-Perros      | 22324      | Côtes-d'Armor | banlieue     | 4,72             | 1 289 (2022)                      | 273                | modifier les données · modifier les données |
| Trégastel              | 22353      | Côtes-d'Armor | banlieue     | 7,00             | 2 532 (2022)                      | 362                | modifier les données · modifier les données |
| Trélévern              | 22363      | Côtes-d'Armor | banlieue     | 6,94             | 1 240 (2022)                      | 179                | modifier les données · modifier les données |
| Trévou-Tréguignec      | 22379      | Côtes-d'Armor | banlieue     | 6,52             | 1 581 (2022)                      | 242                | modifier les données · modifier les données |

## Démographie
| 1968   | 1975   | 1982   | 1990   | 1999   | 2009   | 2014   | 2020   |
| ------ | ------ | ------ | ------ | ------ | ------ | ------ | ------ |
| 30 457 | 37 849 | 39 928 | 41 128 | 43 105 | 46 805 | 46 887 | 47 516 |